# Annaplatz (Düren)

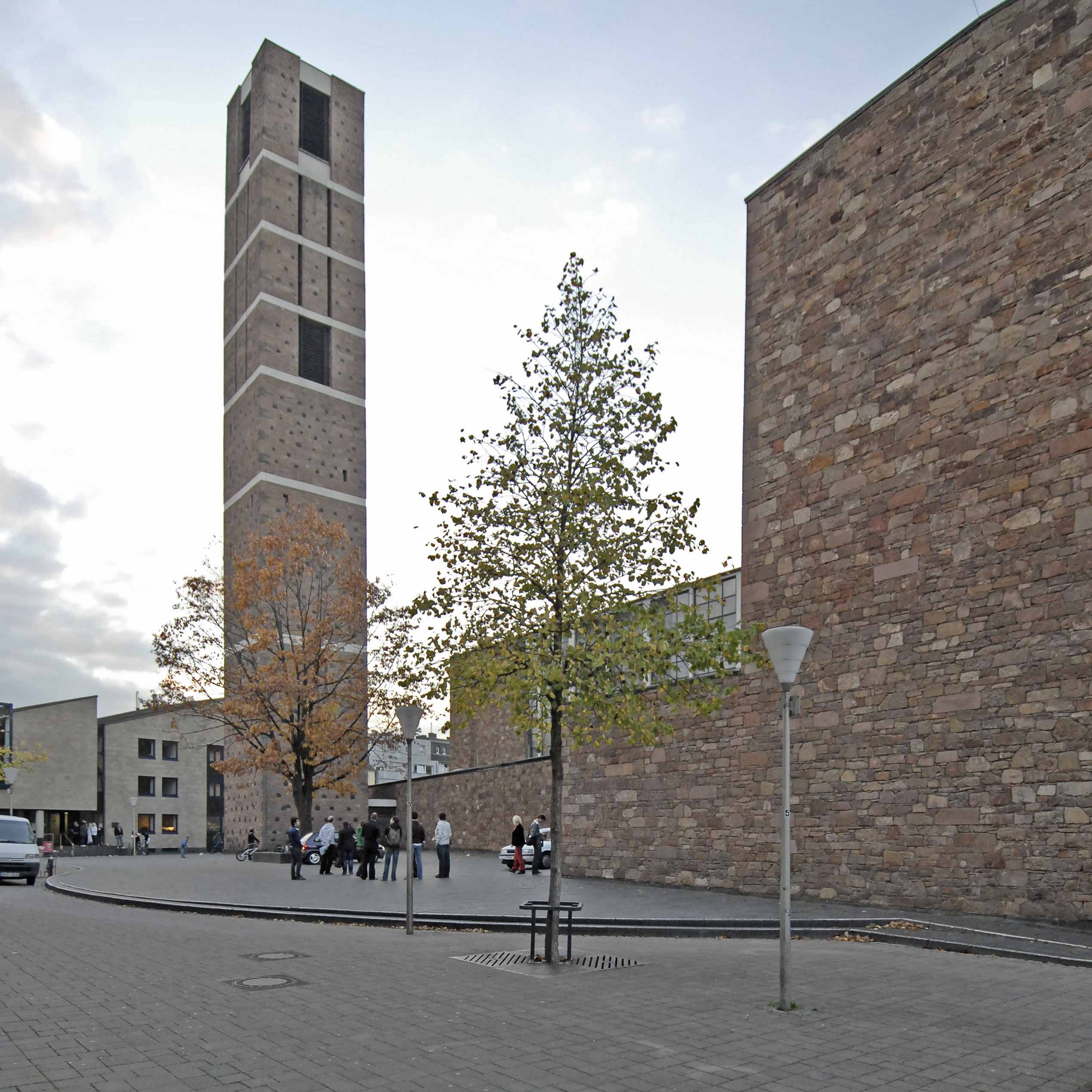
Die Annakirche mit einer Teilansicht des Annaplatzes

Der Annaplatz in Düren ist der südlich der zentralen Pfarrkirche St. Anna gelegene innerstädtische Platz.

## Lage
Der Platz liegt zwischen der Oberstraße und der Straße Höfchen. Er ist als verkehrsberuhigte Zone ausgebaut. Im Westen geht er in den Ahrweilerplatz über. Die beiden Plätze umgeben die Annakirche, die zentrale Kirche der Dürener Gemeinde St. Lukas.

## Geschichte
Der Platz lag früher innerhalb der Dürener Stadtbefestigung. Kurz nachdem ein Steinmetz das Annahaupt im Jahre 1501 von Mainz nach Düren gebracht hatte, wurde bisherige Martinskirche in Annakirche umbenannt. In dieser Zeit dürfte auch die Benennung des Kirchenplatzes zu suchen sein. 1550 hieß es in einer Urkunde: „an deme platze gnat zo Sent Annen“. Damit wurde der südliche, aber auch der nördliche Teil (heute Ahrweilerplatz) benannt. Man unterschied die Kirchhöfe, die auf der nördlichen und südlichen Kirchenseite lagen, in „Am deutschen Kirchhof“ und „Am lateinischen Kirchhof“. Die Lateinschule (1358–1636) stand an der Ecke zum Höfchen. 1636 bis 1774 war hier das Jesuitengymnasium untergebracht, danach bis 1826 das Stiftische Gymnasium.

## Heutige Nutzung
Im Westen des Annaplatzes befinden sich das Papst-Johannes-Haus und das Pfarrheim St. Anna. An der südlichen Seite gibt es ein Brauhaus und andere Geschäftsräume. Beim Dürener Stadtfest präsentieren sich auf dem Platz die Partnerstädte.